# Hydroglyphus hummeli
Hydroglyphus hummeli är en skalbaggsart som först beskrevs av Falkenström 1932.  Hydroglyphus hummeli ingår i släktet Hydroglyphus och familjen dykare. Inga underarter finns listade i Catalogue of Life.